# Bosznia-Hercegovina adórendszere
Bosznia-Hercegovina adórendszere központi állami és helyi adókat foglal magába. A legfontosabb bevételi források a személyi jövedelemadó, társadalombiztosítási hozzájárulás, társasági adó és általános forgalmi adó, amelyek mind központi jellegűek.
Az egykulcsos 10%-os személyi jövedelemadó alapjába tartoznak a munkaviszonyból és egyéni vállalkozásból származó jövedelmek, vagyonból és vagyoni jogból származó jövedelmek, befektetésből származó jövedelmek. A társadalombiztosítási hozzájárulást a munkaviszonyból származó jövedelmek legtöbb fajtája után kell fizetni: a munkáltató a bruttó bér 33%-át, a munkavállaló 10,5%-át fizeti.
Az áfa általános mértéke 17%. Egyes termékek és szolgáltatások, mint például az orvosi ellátás, postai szolgáltatások, pénzügyi szolgáltatások, oktatás, mentesek az adó alól.

## Fordítás
Ez a szócikk részben vagy egészben  a   Taxation in Bosnia and Herzegovina című angol Wikipédia-szócikk ezen változatának fordításán alapul.  Az eredeti cikk szerkesztőit annak laptörténete sorolja fel. Ez a jelzés csupán a megfogalmazás eredetét és a szerzői jogokat jelzi, nem szolgál a cikkben szereplő információk forrásmegjelöléseként.